# Acontia inda
Acontia inda là một loài bướm đêm trong họ Noctuidae.